# Jobable
A Jobable, anteriormente Hiring Screen, é uma plataforma chinesa de cargos e carreira, fundada em março de 2014, que lista candidatos a candidaturas a emprego para empregadores e oportunidades de emprego para candidatos a emprego, em ordem de adequação usando algoritmos e Big data.

## História
A Jobable foi fundada em março de 2014 e foi criada (e é liderada) pelo diretor executivo Richard Hanson e pelo chefe executivo Luke Byrne.
Em setembro de 2015, a Jobable conseguiu um financiamento de US$ 800,000.
Em maio de 2016, a Jobable lançou a plataforma de pontuação de relevância para empregos em Hong Kong.
A Jobable possui entre 11 e 50 funcionários.

## Plataforma Jobable
Uma plataforma computacional é, no senso mais geral, qualquer que seja o ambiente preexistente, um pedaço de software que é projetado para ser executado internamente, obedecendo às suas limitações e fazendo uso das suas instalações.
Plataformas típicas incluem:
- uma arquitetura de hardware
- um sistema operacional
- Biblioteca de tempo de execução.[8][9]

Executáveis binários devem ser compilados para uma plataforma de hardware específica, uma vez que diferentes unidades centrais de processamento têm diferentes códigos da máquina. Além disso, sistemas operacionais e bibliotecas de execução permitem a reutilização de código e fornecem camadas de abstração que permitem que o mesmo código fonte de alto nível rode em hardware configurado diferentemente.

Por exemplo, há muitos tipos de dispositivo de armazenamento, e em cada computador individual pode ter uma configuração diferente de dispositivos de armazenamento. Porém, o aplicativo é capaz de chamar uma função save ou write genérica fornecida pelo SO ou pelas bibliotecas de tempo de execução, que então manipulam os detalhes propriamente ditos.
A plataforma pode ser vista tanto como uma restrição sobre o processo de desenvolvimento de aplicações — a aplicação é escrita para as plataformas X e Y — quanto como uma assistência para o processo de desenvolvimento, na medida em que fornece funcionalidade pronta de baixo nível.